# NGC 7365
NGC 7365 is een elliptisch sterrenstelsel in het sterrenbeeld Waterman. Het hemelobject werd in 1886 ontdekt door de Amerikaanse astronoom Francis Preserved Leavenworth.

## Synoniemen
- ESO 603-10
- MCG -3-58-1
- NPM1G -20.0607
- PGC 69651